# Dionisio Concha Fernández
Dionisio Concha Fernández (Talca, 9 de octubre de 1883-Santiago, ¿?) fue un agricultor y político chileno, miembro del Partido Liberal (PL). Se desempeñó como diputado de la República en representación de la 12.ª Agrupación Departamental (Talca, Lontué y Curepto), desde 1937 hasta 1941.

## Biografía

### Familia y estudios
Nació en la comuna chilena de Talca el 9 de octubre de 1883, hijo de Dionisio Concha Silva y Eufemia Fernández Letelier. Su hermana Matilde, se casó con el también político liberal Enrique Cruz Guzmán, quienes tuvieron, entre otros hijos, a Humberto Cruz Concha, el cual se casó con Olga Alemparte Polhammer (hija de Elena Polhammer Borgoño y Arturo Alemparte Quiroga, quien fuera diputado y ministro de Estado durante los gobiernos de los presidentes Juan Luis Sanfuentes y Carlos Ibáñez del Campo). Realizó sus estudios primarios y secundarios en el Seminario de Talca.
Se casó con Ema Jenkins, con quien tuvo dos hijos.

### Carrera laboral
Laboralmente se dedicó a la agricultura, como arrendatario de propiedades agrícolas. Luego, fue propietario del fundo "San Jorge" en San Clemente, de 450 cuadras, dedicadas principalmente a plantaciones de olivos, viñas, árboles frutales, siembras de trigo y engorda de animales. Además, fundó y presidió la Feria de los Agricultores de Talca.

### Carrera política
En el ámbito político, integró las filas del Partido Liberal (PL), siendo delegado ante el Directorio General de la colectividad en Santiago; presidente de la agrupación y director del partido en la comuna de San Clemente, donde además actuó como regidor municipal.
En las elecciones parlamentarias de 1937, se postuló como candidato a diputado por la 12.ª Agrupación Departamental (correspondiente a los departamentos de Talca, Lontué y Curepto), resultando electo para el período legislativo 1937-1941. En su gestión integró la Comisión Permanente de Gobierno Interior.
Entre otras actividades, fue miembro del Club de Talca, del cual fue su director; socio del Club de La Unión de Santiago, del Automóvil Club, del Country Club y de la Sociedad Nacional de Agricultura (SNA). Falleció en Santiago de Chile.